# 世界湖沼の日
世界湖沼の日（せかいこしょうのひ、英語：World Lake Day）は、湖沼と関連する生態系の維持・保全・再生を目的とした国際デーである。2024年の第79回国際連合総会において、インドネシアをはじめとする74か国により共同提案され、8月27日を「世界湖沼の日」とするとの決議によって定められた。

## 概要
8月27日は、1984年に滋賀県が同県大津市にて主催を行った「世界湖沼環境会議（第１回世界湖沼会議）」の開会日に由来する。 
各国や国際機関が湖沼の重要性を認識し、協働して湖沼および関連する生態系を持続可能な形で維持・保全・再生することとされており、「世界湖沼の日」の事務局は国連環境計画（UNEP）が担う。

## 経緯
- 2023年３月　国連水会議2023（アメリカ合衆国・ニューヨーク）にて、日本がエジプトと共に共同議長を務めたテーマ別討議３「気候、強靭性、環境に関する水」における提言の中に「世界湖沼の日」を設ける必要性が盛り込まれる。
- 2023年11月 第19回世界湖沼会議（ハンガリー・バラトンフュレド）にて、成果文書である「バラトン宣言」に「世界湖沼の日」制定の実現に向けた提言が盛り込まれる。
- 2024年５月　第10回世界水フォーラム（インドネシア・バリ）にて、成果文書である閣僚宣言に「世界湖沼の日」制定に向けて国連プロセスに進むことが盛り込まれる。
- 2024年９月　第79回国連サイドイベント「世界湖沼の日特別ハイレベルパネル」（アメリカ合衆国・ニューヨーク）にて、「世界湖沼の日」をテーマに湖沼の保全と持続可能な開発が議論された。
- 2024年12月　第79回国連総会（アメリカ合衆国・ニューヨーク）にて、インドネシアはじめ日本を含む74か国が「世界湖沼の日」決議案を共同提案し、採択された。